# MUSIC MAKER
MUSIC MAKER（ミュージック・メイカー）はBS朝日（第一回のみテレビ朝日（関東ローカル）でも放送）で2005年に放送された音楽番組である。3回放送。司会は大江千里、優木まおみ。

## 概要
全国から応募され厳正な予選を勝ち抜いたアマチュアミュージシャン5組が会場（原宿のライブハウスBlue Jay Wayで収録）に登場、楽曲を披露し、ゲスト審査員（いわゆる「MUSIC MASTER」）と他数名の審査員がさらなる厳正な審査の結果一組がいわゆる「ブラッシュアップ曲」に選ばれ、ゲスト審査員と二時間の制限時間内にブラッシュアップを行い、新たに仕上がった曲を披露すると言うものである。さらに番組ホームページ（但し、現在は閉鎖）のアクセス数で評判がよければCD（プロ）デビューも約束されている。
後半は司会の大江とゲスト審査員（但し、最終回の渡辺美里はライブのみ）のセッションライブで綴る。

## ゲスト
- 小室等（2005年4月23日放送。テレビ朝日では2005年4月30日放送）
- 尾崎亜美（2005年7月16日放送）

※小室と尾崎はゲスト審査員（いわゆる「MUSIC MASTER」）である。
- 渡辺美里（2005年9月24日放送）

## 補足
- 最終回は大江が審査員とブラッシュアップ役を務め、ゲストの渡辺は後半のセッションライブを披露した。
- ちなみに優木は2004年に大江から詞・曲を提供（一部優木自身が詞・曲を作る）・プロデュースを受けており、アルバム「心アルバム」をリリースしている。